# Луговой (Подгоренский район)
Луговой — хутор в Подгоренском районе Воронежской области.
Входит в состав Подгоренского городского поселения.

## География

### Улицы
- ул. Весенняя
- ул. Железнодорожная
- ул. Звездная
- ул. Зеленая
- ул. Озерная
- ул. Цветочная

## Население
| 2010 |
| ---- |
| 438  |